# Anticharis ebracteata
Anticharis ebracteata är en flenörtsväxtart som beskrevs av Schinz. Anticharis ebracteata ingår i släktet Anticharis och familjen flenörtsväxter. Inga underarter finns listade i Catalogue of Life.